# Ponte do Caminho Real
A Ponte do Caminho Real localizada na Ponta do Sol, na ilha da Madeira, é uma ponte edificada nos tempos da monarquia portuguesa. Esta ponte era parte integrante do primitivo caminho real que ligava a vila da Ponta do Sol à freguesia da Madalena do Mar, passando pelos Anjos.
É um local de visita obrigatória para os curiosos na história da Madeira, pois esta obra constitui um testemunho vivo da época de difíceis ligações entre as várias localidades da ilha.
Atualmente foi recuperada pela Câmara Municipal da Ponta do Sol.